# Tsentraluri stadioni Martvili
Tsentraluri stadioni Martvili (georgiska: ცენტრალური სტადიონი მარტვილი, centralstadion Martvili) är en fotbollsarena belägen i den georgiska staden Martvili. Tsentraluri är hemmaplan för Umaghlesi Liga-klubben Merani Martvili. Åskådarkapaciteten är 2000 åskådare vid fotbollsmatcher.